# Опсада Лисабона 1384
 Опсада Лисабона  се десила у периоду од 29. маја до 3.септембра 1384 године. Лисабон је опседнут од стране кастиљанске војске под командом краља Хуана I.

## Опсада
Након пораза код Атолеироса краљ Хуан I доноси одлуку да лично поведе поход против Португала. 29.маја 1384 кастиљанске трупе опседају Лисабон.
Опсада је спроведена копненим и речним путем . Флота под заповедништвом Фернанда Санчеза де Товара блокира реку Тежо.
У моменту када је град опседнут генерал Переира се са својом војском налази ван зидина Лисабона. У току опсаде Переира константно напада кастиљанске трупе и њихово снабдевање.
Током септембра 1384 године у кастиљанском табору избија куга која односи велики број живота па је краљ Хуан принуђен да прекине опсаду и да се повуче. Опсада је прекинута 3.септембра 1384 године. 